# Santa Anita, Guerrero
Santa Anita är en ort i Mexiko.   Den ligger i kommunen Copanatoyac och delstaten Guerrero, i den sydöstra delen av landet, 230 km söder om huvudstaden Mexico City. Santa Anita ligger 1 571 meter över havet och antalet invånare är 1 408.
Terrängen runt Santa Anita är kuperad åt nordost, men åt sydväst är den bergig. Santa Anita ligger nere i en dal. Runt Santa Anita är det ganska glesbefolkat, med 32 invånare per kvadratkilometer. Närmaste större samhälle är Xalpatlahuac, 12,9 km öster om Santa Anita. I omgivningarna runt Santa Anita växer huvudsakligen savannskog.